# Batalla de Mingtiao
La batalla de Mingtiao fue una batalla legendaria entre la dinastía Xia y la dinastía Shang, resultando en una victoria Shang que creó las circunstancias para la elevación del duque de Shang al trono de China.

## Historia
Cuando fue aprobada la concesión al trono de la dinastía Xia a Jie de Xia, el poder del clan Xia ya no era tan fuerte como antaño. Jie fue generalmente corrupto e irresponsable. En su opinión, el palacio original era demasiado simple, así que ordenó la construcción de un palacio mucho mayor. Este palacio tomó siete años y decenas de miles de esclavos en su construcción. También se utilizaron enormes cantidades de dinero. Los campesinos estaban resentidos.
Mientras tanto, el clan Shang cerca del curso inferior del río Amarillo fue ganando el apoyo de las tribus vecinas. Su antecesor, Qi, había trabajado para Yu el Grande y le fue concedido el territorio de Shang. Durante el reinado de Shāng Tāng, debido al desarrollo de la agricultura, los Shang fueron adquiriendo cada vez más poder. Tang se alió con las tribus cercanas y trataba a sus súbditos con amabilidad.
También tuvo el apoyo de Yi Yin. Yi era originalmente el esclavo de su suegro. Cuando Tang se casó, Yi Yin se convirtió en el jefe de cocina de Tang. Yi también analizaba los temas de actualidad de la época y se convirtió en su mano derecha. Así fue como Yi llegó a ser conocido como Yi Yin.
Tang estaba decidido a poner fin a la dinastía Xia. Estuvo de acuerdo en cumplir con Jie, pero en secreto se preparaba para derrocarlo. En primer lugar, trasladó a su pueblo hasta un lugar llamado Bo. El área de Bo hasta la capital Xia era plana, casi sin colinas o ríos para detenerlos. También perdonaba a sus súbditos, y por lo tanto recibió el apoyo de ellos.
Como la mayoría de los nobles creían en los fantasmas, pensaban que adorar a los dioses y a los antepasados era extremadamente importante. Una tribu llamada Ge, que estaba geográficamente cerca de los Shang, no adoraba a sus antepasados regularmente. Se comieron las vacas y ovejas que Tang les había dado para los sacrificios, y mataron a los niños que guiaban los animales enviados. Tang como represalia conquistó esta tribu, y eliminó algunas más. Jie, sin embargo, no se dio cuenta de que Tang era una amenaza para su trono.

## Batalla
Cuando algunas tribus comenzaron a rebelarse contra Xia, Shang Tang decidió que había llegado el momento y comenzó su ataque a Xia. Al enterarse de la rebelión de Tang, Jie envió tropas de los territorios más pequeños de Gu, Wei y Kuenwu. Yi aconsejó a Tang posponer la lucha por un año, y luego de conquistado Gu y Wei, derrotó a Kuenwu.
Antes de que el ejército siguiera adelante, Yi Yin dijo a Tang que el ejército necesitaba un impulso moral. Tang pronunció un discurso, conocido históricamente como "La promesa de Tang", antes de que los dos ejércitos se encontraron en Mingtiao (hoy en día al norte de Anyi, Xiyun) alrededor de 1600 a. C. Generales y soldados de Tang todos aborrecían a Jie, por lo que lucharon con valentía. Por el contrario, las tropas Jie, al ver el poder de los Shang, no escucharon sus órdenes. O bien se rindieron o huyeron. Como resultado, los Shang ganaron la batalla y establecieron la dinastía Shang.
Después de ganada la batalla, Jie de Xia buscó refugio en Kuenwu. Después de conquistar Kuenwu, Tang de Shang obligó a Jie a exiliarse en Nanchao (actual Chao, Anhui). Jie se quedó allí hasta su muerte. Tang luego eliminó las fuerzas Xia restantes y utilizó a los campesinos Xia como esclavos.

## Legado
Como Tang de Shang era un noble, su revolución es considerada como la primera "revolución noble" en la historia china. La dinastía Shang, que él fundó, fue también la segunda dinastía basada en la esclavitud bajo un gobierno feudal en la historia china.